# Soko (Unternehmen)
Soko war ein Hersteller von Militärflugzeugen mit Sitz in Mostar in Bosnien und Herzegowina.

## Geschichte
Der Betrieb wurde 1950 als Preduzeće SOKO gegründet und später in SOKO Vazduhoplovna Industrija, RO Vazduhoplovstvo (SOKO Luftfahrtindustrie, Arbeitsorganisation Luftfahrt) umbenannt. Er war zunächst in der Föderativen Volksrepublik Jugoslawien der Kampfflugzeughersteller der jugoslawischen Luftwaffe auf Lizenzbasis. 1960 wurde beschlossen, das damalige führende Unternehmen für Kampfflugzeuge, Ikarus (1923) in Novi Sad, aufzulösen und die Produktion zu SOKO nach Mostar zu verlegen, womit SOKO zum führenden Kampfflugzeughersteller im ehemaligen Jugoslawien wurde. 1961 erschien das erste jugoslawische Modell SOKO „Galeb“. Später begann die Firma auch mit der Produktion von Messinstrumenten für Flugzeuge sowie Gerätschaften für Flughäfen und schloss einen Lizenzvertrag zur Fertigung der Aérospatiale SA 341 und SA 342 „Gazela“ ab. Weiterhin produzierte das Werk Komponenten für verschiedene Airbus-Modelle.
Das auch noch heute existierende Stammwerk befindet sich in Mostar auf einem Fabrikgelände von 450.000 m² mit ehemals 5000 Mitarbeitern, aber es gab auch noch Betriebsstätten in Čitluk, Grude, Ljubuški und Nevesinje, und der Betrieb kam so insgesamt auf eine Mitarbeiterzahl von etwa 8000 Beschäftigten. Das Unternehmen nutzte den Flughafen Mostar zum Testen der Flugzeuge.
Während des Bosnienkrieges wurde das Firmengelände besetzt, und viele der Maschinen und Einrichtungsgegenstände wurden entwendet oder beschädigt. Durch die eingebrochene Wirtschaft fiel die Mitarbeiterzahl auf 450 Beschäftigte und liegt damit bei lediglich 5 % Arbeitsauslastung gegenüber der Zeit vor dem Krieg. Verschiedene Versuche, an den Erfolg vor dem Zerfall Jugoslawiens anzuknüpfen, waren bislang nicht sehr erfolgreich. Man produzierte auf experimenteller Basis unter anderem Omnibusse und Kleinflugzeuge. Die Firmenleitung führt dieses auch auf den Einfluss der sogenannten internationalen Gemeinschaft im Wiederaufbau Bosniens zurück. Die IG verlangte eine quotenmäßige Beteiligung der Bosniaken an der Führung von Soko, was die Kroaten aber ablehnten.

## Name des Unternehmens
Soko (Соко) ist das serbokroatische Wort für Falke.

## Flugzeuge und Hubschrauber

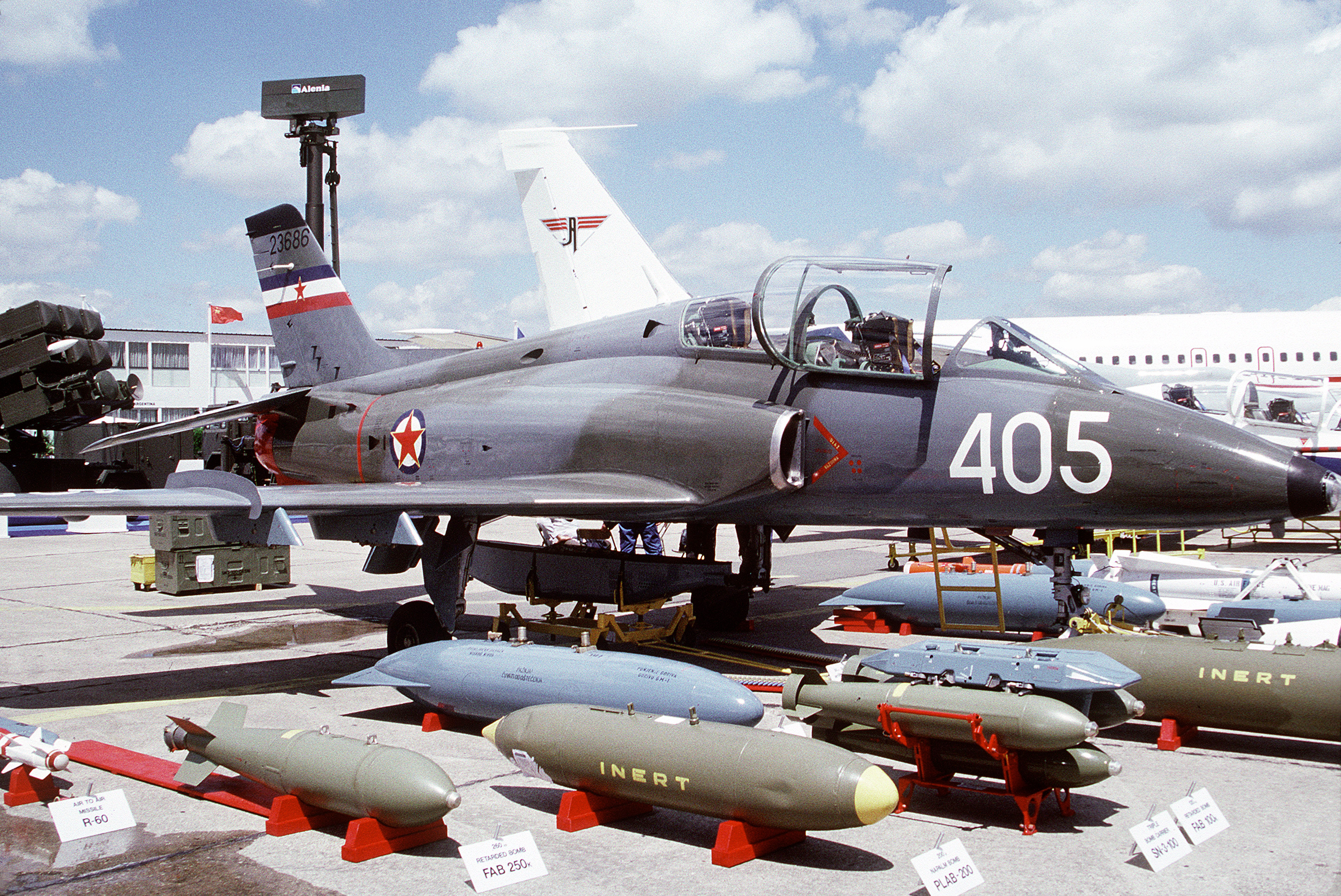
Leichtes Angriffs- und Schulungsflugzeug Soko G-4 Super Galeb mit Bewaffnungsoptionen

### Militär
- Soko J-1 „Jastreb“ („Habicht“) bzw. J-21 „Jastreb“
- Soko J-20 „Kraguj“ („Sperber“)
- Soko J-22 „Orao“ („Adler“)
- Soko G-2 „Galeb“ („Möwe“)
- Soko G-4 „Super Galeb“ („Super Möwe“)
- Soko HO-42 „Gasela“ (SA.342H „Gazelle“, Soko „Gazelle“)
- Soko HI-42 „Hera“ (SA.342H „Gazelle“)
- Soko HN-42M „Gama“ (SA.342H „Gazelle“)
- Soko HN-42M „Gama 2“ (SA.342L „Gazelle“)
- Soko HS-42 „Gasela“ (SA.342H „Gazelle“)

### Zivil
- Soko „Gazela“
- Soko SL-40 Liska (Motorsegler)